# Brunswick (Maine)
Brunswick es un pueblo (subdivisión administrativa similar a un municipio) del condado de Cumberland, Maine, Estados Unidos. Según el censo de 2020, tiene una población de 21 756 habitantes.
El town (en español, literalmente, pueblo) es la unidad básica del gobierno local y la división local de la autoridad estatal en los seis estados de Nueva Inglaterra. Los towns de Nueva Inglaterra cubren toda el área de un estado, en forma similar a los townships en otros estados, pero son corporaciones municipales en pleno funcionamiento. 

## History

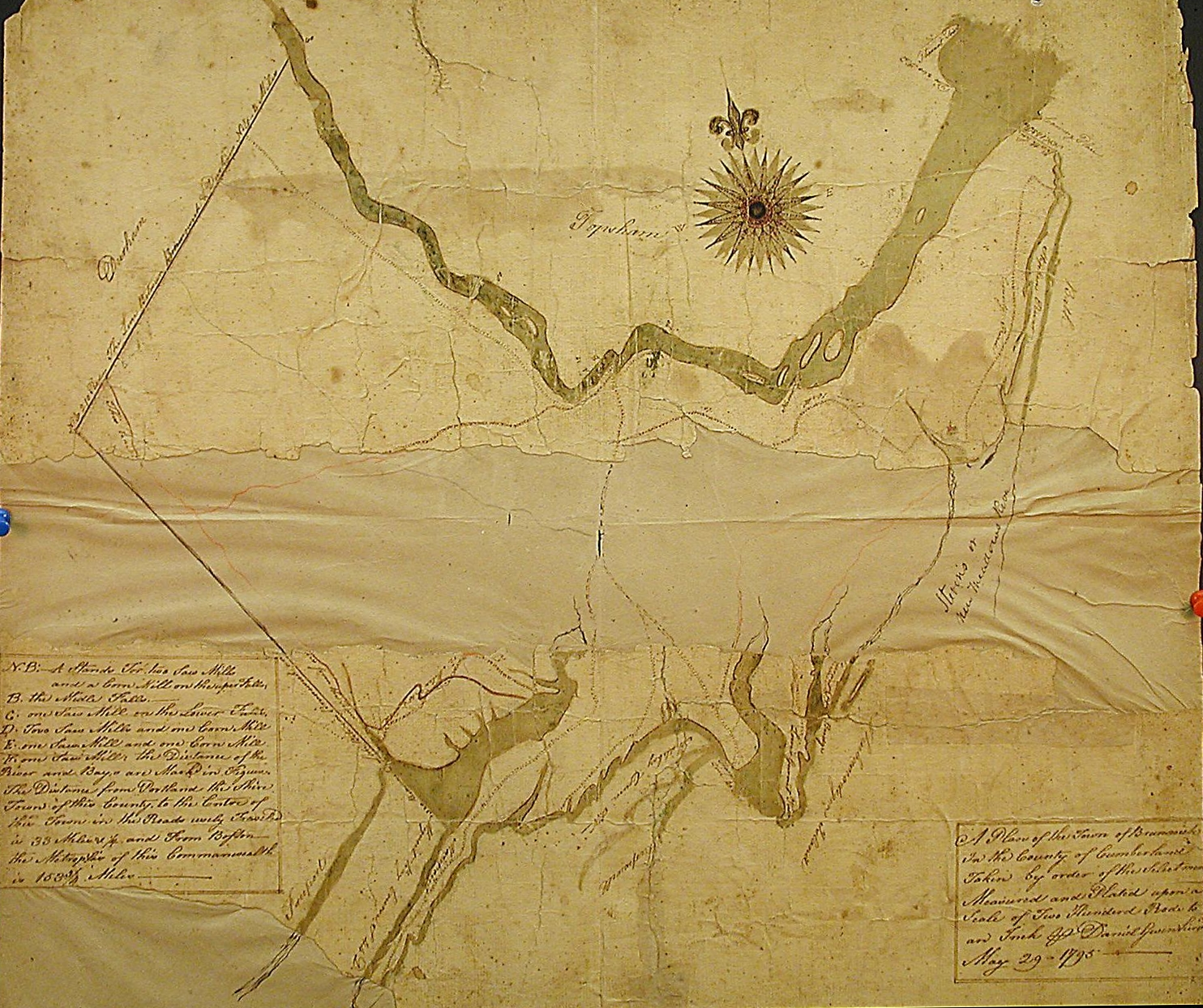
Mapa de Brunswick, Maine, fechada el 29 de mayo de 1795

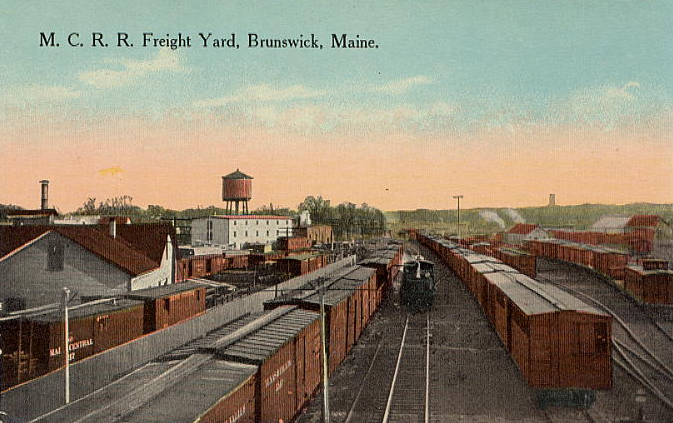
El patio de ferrocarril en Brunswick, Maine, fotografiado en una tarjeta postal de c. 1910

Fundada en 1628 por Thomas Purchase y otros pescadores, la zona fue llamada por su nombre indio, Pejepscot, que significa "la parte de los rápidos largos y rocosos [del río]". En 1639, Purchase puso su asentamiento bajo la protección de la Colonia de la Bahía de Massachusetts. Durante la Guerra del Rey Felipe, en 1676, Pejepscot fue quemado y abandonado, aunque durante la Guerra del Rey Guillermo se construyó una guarnición llamada Fuerte Andros sobre las ruinas. Durante la guerra, en la segunda expedición del comandante Benjamin Church, un año después, llegó el 11 de septiembre de 1690 con 300 hombres a la bahía de Casco. Remontó el río Androscoggin hasta Fort Pejepscot (actual Brunswick, Maine). Desde allí se dirigió 40 millas (64 km) río arriba y atacó una aldea nativa. Tres o cuatro nativos fueron abatidos en la retirada; cuando Church descubrió a cinco colonos cautivos en los wigwams, seis o siete prisioneros fueron masacrados como escarmiento. Unos días más tarde, en represalia, los nativos atacaron a Church en Cape Elizabeth, en Purpooduc Point, matando a siete de sus hombres e hiriendo a otros 24. El 26 de septiembre, Church regresó a Portsmouth, New Hampshire.
El Tratado de Portsmouth de 1713 trajo la paz a la región entre los indios abenaki y los colonos ingleses.
En 1714, un consorcio de Boston y Portsmouth compró la tierra, que a partir de entonces se denominó Compra de Pejepscot. La Corte General de Massachusetts constituyó el municipio en 1717, nombrándolo "Brunswick" en honor a la Casa de Brunswick y a su vástago, el rey Jorge I. En 1715 se construyó un fuerte de piedra llamado Fort George cerca de las cataratas. Pero durante la Guerra de Dummer, el 13 de julio de 1722, los guerreros abenaki de Norridgewock quemaron el pueblo. En consecuencia, el gobernador Samuel Shute declaró la guerra a los abenakis. En 1724, 208 milicianos coloniales ingleses salieron de Fort Richmond y saquearon Norridgewock durante la Guerra de Dummer. Brunswick fue reconstruido de nuevo en 1727, y en 1739 se incorporó como ciudad. Se convirtió en un próspero puerto marítimo, donde se fundó el Bowdoin College en 1794.

## Geografía
Está ubicado en las coordenadas 43°53′47″N 69°58′25″O / 43.89639, -69.97361 (43.896431, -69.973487). Según la Oficina del Censo de los Estados Unidos, tiene una superficie total de 140.72 km², de la cual 121.15 km² corresponden a tierra firme y 19.57 km² es agua.

### Clima
| Parámetros climáticos promedio de Brunswick, Maine | Parámetros climáticos promedio de Brunswick, Maine | Parámetros climáticos promedio de Brunswick, Maine | Parámetros climáticos promedio de Brunswick, Maine | Parámetros climáticos promedio de Brunswick, Maine | Parámetros climáticos promedio de Brunswick, Maine | Parámetros climáticos promedio de Brunswick, Maine | Parámetros climáticos promedio de Brunswick, Maine | Parámetros climáticos promedio de Brunswick, Maine | Parámetros climáticos promedio de Brunswick, Maine | Parámetros climáticos promedio de Brunswick, Maine | Parámetros climáticos promedio de Brunswick, Maine | Parámetros climáticos promedio de Brunswick, Maine | Parámetros climáticos promedio de Brunswick, Maine |
| Mes                                                | Ene.                                               | Feb.                                               | Mar.                                               | Abr.                                               | May.                                               | Jun.                                               | Jul.                                               | Ago.                                               | Sep.                                               | Oct.                                               | Nov.                                               | Dic.                                               | Anual                                              |
| -------------------------------------------------- | -------------------------------------------------- | -------------------------------------------------- | -------------------------------------------------- | -------------------------------------------------- | -------------------------------------------------- | -------------------------------------------------- | -------------------------------------------------- | -------------------------------------------------- | -------------------------------------------------- | -------------------------------------------------- | -------------------------------------------------- | -------------------------------------------------- | -------------------------------------------------- |
| Temp. máx. abs. (°C)                               | 16.1                                               | 15                                                 | 22.8                                               | 28.9                                               | 34.4                                               | 37.8                                               | 36.7                                               | 40                                                 | 35                                                 | 29.4                                               | 23.3                                               | 20                                                 | '                                                  |
| Temp. máx. media (°C)                              | -0.6                                               | 1.1                                                | 6.1                                                | 12.2                                               | 18.3                                               | 23.3                                               | 26.1                                               | 25.6                                               | 21.1                                               | 15                                                 | 8.3                                                | 2.2                                                | 13.2                                               |
| Temp. mín. media (°C)                              | -12.2                                              | -10                                                | -5                                                 | 0.6                                                | 6.7                                                | 11.7                                               | 15                                                 | 14.4                                               | 10                                                 | 3.3                                                | -1.1                                               | -7.8                                               | 2.1                                                |
| Temp. mín. abs. (°C)                               | -45                                                | -31.7                                              | -23.3                                              | -10.6                                              | -2.8                                               | 1.1                                                | 2.8                                                | 2.8                                                | -2.2                                               | -7.8                                               | -17.2                                              | -29.4                                              | '                                                  |
| Precipitación total (mm)                           | 94.5                                               | 90.2                                               | 111                                                | 120.4                                              | 114.8                                              | 105.9                                              | 101.6                                              | 83.8                                               | 107.4                                              | 125.5                                              | 142.7                                              | 103.4                                              | 1301.2                                             |
| Fuente: weather.com                                |                                                    |                                                    |                                                    |                                                    |                                                    |                                                    |                                                    |                                                    |                                                    |                                                    |                                                    |                                                    |                                                    |

## Demografía
Según el censo de 2020, hay 21 756 personas residiendo en la región. La densidad de población es de 179.6 hab./km². El 87.54% son blancos, el 1.71% son afroamericanos, el 0.29% son amerindios, el 2.28% son asiáticos, el 0.03% son isleños del Pacífico, el 1.24% son de otras razas y el 6.89% son de una mezcla de razas. Del total de la población, el 3.60% son hispanos o latinos de cualquier raza.